# Jacob Rudolph Hendrik Neervoort van de Poll
Jacob Rudolph Hendrik Neervoort van de Poll ('s-Hertogenbosch, 23 juni 1862 - Monaco, 12 december 1924) was een Nederlands entomoloog die gespecialiseerd was in Coleoptera (kevers). Hij was adjunct-directeur van de Amsterdamse dierentuin Artis en lid van de Nederlandse Entomologische Vereniging en de Société entomologique de France. De vlinder Troides vandepolli werd naar hem vernoemd door Samuel Constantinus Snellen van Vollenhoven, conservator van het Leids Museum Naturalis.

## Leven
Jacobus Neervoort was een zoon van Johannes Neervoort en Antonetta Schouten. Hij groeide op in Velsen bij zijn tantes. In 1880 overleed zijn stiefvader op 42-jarige leeftijd en liet het Rijksmuseum een collectie van 52 schilderijen na. Voor deze schenking mocht zijn zoon de naam Van de Poll dragen. Neervoort verzamelde schilderijen, met name van de School van Barbizon en de Haagse School, reisde naar de Nederlandse Antillen en sloot zich aan bij een diplomatieke en handelsdelegatie naar Japan. In 1887 trouwde hij met Marthe Jeanne Elsine Geertruida Philippine Zubli die aan de Herengracht aan de Gouden Bocht woonde. Het huwelijk werd gevierd met het slaan van een penning die bewaard wordt in het Teylers Museum in Haarlem. In 1894 verhuisde het paar naar de buitenplaats Beukenstein in Driebergen. Hij liet in 1893 het oude huis afbreken en bouwde een grote villa in eclectische stijl op die plaats. 
Neervoort van de Poll legde een enorme kevercollectie aan, waarvan een groot deel werd aangekocht van de Parijse insectenhandelaren Auguste Sallé en Émile Deyrolle . Deze collectie omvatte veel dure kevers, met name (juweelkevers). In de Japanse tuin liet hij een pagode voor zijn verzameling bouwen. De collectie werd na zijn dood verkocht en exemplaren zijn nu te vinden in vele museumcollecties.

## Werken
Met uitzondering van een monografie over het Australische buprestid-geslacht Astraeus C. et G. publiceerde hij voornamelijk korte artikelen waarin nieuwe soorten opzichtige kevers in de families Buprestidae , Cerambycidae en Scarabaeidae werden beschreven, hetzij uit zijn eigen collectie, hetzij uit die van het Leidse museum (nu Naturalis of uit het Muséum national d'histoire naturelle). Deze artikelen verschenen in Notes from the Leyden Museum (meest), Deutsche Entomologische Zeitschrift, Annales de la Societe Entomologique de France, Tijdschrift voor Entomologie en Bulletin de la Societe entomologique de Belgique 
Enkele kevers uit Australië die zijn naam dragen
- Cyclocranium Swierstrae vd Poll
- Aphneope quadrimaculata vd Poll
- Zoëdia longipes vd Poll
- Zoëdia gracilipes vd Poll
- Zoëdia tenuis vd Poll
- Ochyra nana vd Poll
- Mesolita inermis vd Poll
- Mesolita Pascoei vd Poll. [ 5 ]
- Typhocesis floccosa vd Poll